# Otto Cornelis Adriaan van Lidth de Jeude
Otto Cornelis Adriaan van Lidth de Jeude (Tiel, 7 juli 1881 – Den Haag, 1 februari 1952) was een Nederlandse waterbouwkundige en politicus.

## Loopbaan
Van Lidth de Jeude, lid van het geslacht Van Lidth de Jeude, had zijn middelbare schoolopleiding aan de HBS in Tiel, waar hij in 1898 zijn diploma haalde. Daarna studeerde aan de Polytechnische School te Delft. Na zijn afstuderen in 1903 trad hij in dienst van Rijkswaterstaat. Van 1904 tot 1910 werkte hij aan het afwateringskanaal 's-Hertogenbosch-Drongelen. Van 1910-1913 werkte hij bij het 2e rivierarrondissement in Utrecht. In deze tijd heeft hij ook geadviseerd over het ontwerp voor een haven op Curaçao. In 1913 werd hij benaderd door de Nederlandsche Maatschappij voor Havenwerken (NMvH). Voor dit bedrijf heeft hij advies uitgebracht voor de havenwerken in Chefoo (Yantai in China). Daarna werd hij gevraagd toezicht te houden op de uitvoering. In 1919 nam hij ontslag bij Rijkswaterstaat en werd directeur van de NMvH als opvolger van ir. Lamminga. Hij stichtte een agentschap van dit bedrijf in Bandung voor werkzaamheden in Nederlands-Indië. Zo maakte hij in 1921 voor het Gouvernement een analyse van de haven van Benkoelen (Bengkulu op Sumatra). Inhoudelijk is men niet erg tevreden over dit rapport van 37 blz en 9 kaarten, en er ontstaat wel discussie over het honorarium. De offerte was ƒ2500, de declaratie was ƒ6463, en uiteindelijk is ƒ4463 betaald na het over-en-weer sturen van 37 stukken.
In 1927 maakte hij een ontwerp voor de haven van Las Palmas op Gran Canaria en maakte met ir. W.C. Köhler (van de Dienst Publieke Werken in Amsterdam) een ontwerp voor een vrijhaven van Barcelona. Samen met ir. Stigter werd door hem in de golf van Pechili (de Bohai-zee in China) een haven ontworpen, die door het uitbreken van de Japans-Chinese oorlog van 1933 niet uitgevoerd kon worden. Hij trad af als directeur in 1935 vanwege zijn benoeming tot minister.
Los van zijn buitenlands werk voor de NMvH bemoeit hij zich ook met Nederlandse waterbouwkundige problemen, zoals met de vaarweg van Amsterdam naar de Rijn (met name de kruising van het kanaal met de Nederrijn is een probleem).
Van 1923 tot 1935 was hij lid van de gemeenteraad van Baarn voor De Vrijheidsbond. Hij werd in 1935 minister van Waterstaat in het Kabinet-Colijn II; deze functie had hij ook in het Kabinet-Colijn III. Na zijn aftreden werd hij voor de Liberale Staatspartij (LSP) lid van de Tweede Kamer. In 1938 werd hij voorzitter van de Raad voor de Wieringermeer en in 1939 werd hij wederom minister van Waterstaat in het enige weken standhoudende Kabinet-Colijn V. In deze late jaren 1930 was Van Lidth de Jeude bij het Koloniaal Instituut, het tegenwoordige Koninklijk Instituut voor de Tropen, zowel lid van de raad van beheer als van het dagelijks bestuur. Voor de Tweede Wereldoorlog is hij ook de president van het Koninklijk Instituut van Ingenieurs. 
Tijdens de Tweede Wereldoorlog verbleef hij in Londen, waar hij voorzitter werd van het Londens comité van het Nederlandse Rode Kruis. In die hoedanigheid was hij verantwoordelijk voor de opvang van vluchtelingen uit bezet gebied. Van 1942 tot 1945 was hij minister van Oorlog in het Kabinet-Gerbrandy II. Hij weerstond de dringende wens van koningin Wilhelmina dat haar schoonzoon prins Bernhard na de bevrijding opperbevelhebber van de strijdkrachten zou worden. Jhr. ir. O.C.A. van Lidth de Jeude is mede bekend geworden door de later gepubliceerde dagboeken die de koningin en de regering in Londense ballingschap tijdens de Tweede Wereldoorlog belichten.
Na de oorlog heeft hij bij enkele organisaties en bedrijven bestuursfuncties vervuld.
Hij huwde op 16 april 1908 in Amsterdam met Dina Cornelia van Rossum.

## Publicaties
- (6 februari 1909). De uitvoering van het afwateringskanaal van 's-Hertogenbosch naar Drongelen.. De ingenieur  24 (6)
- (21 september 1912). Beton in zeewater. De ingenieur  27 (38)
- (10 november 1917). Openbare werken in China. De ingenieur  32, 1917 (45)
- (1 november 1918). Verbetering van de haven van Chefoo. De waterstaats-ingenieur  6 (11)
- (3 maart 1923). Bespreking van "De industrialisatie van China, door dr. ir. Han Tjiauw Tjong". De ingenieur  38 (9)
- (9 maart 1929). Plannen tot verbetering van den Scheepvaartweg van Amsterdam naar den Rijn, (met ir. B. A. Verhey en dr. ir. L. R. Wentholt). De Ingenieur  (10)